# Liste der Mitglieder der National Academy of Sciences/1934
Im Jahr 1934 wählte die National Academy of Sciences der Vereinigten Staaten 15 Personen zu ihren Mitgliedern.

## Neugewählte Mitglieder
- V. F. K. Bjerknes (1862–1951)
- Vannevar Bush (1890–1974)
- Herbert Gasser (1888–1963)
- Edmund Harvey (1887–1959)
- Dennis R. Hoagland (1884–1949)
- Ernest Lawrence (1901–1958)
- James Flack Norris (1871–1940)
- John H. Northrop (1891–1987)
- Charles Palache (1869–1954)
- Thomas Milton Rivers (1888–1962)
- Robert Robinson (1886–1975)
- Edward Sapir (1884–1939)
- Elvin C. Stakman (1885–1979)
- H. S. Vandiver (1882–1973)
- Sewall Wright (1889–1988)